# Скрипчин
Скри́пчин — село в Україні, у Козелецькій селищній громаді Чернігівського району Чернігівської області. Населення становить 268 осіб. До 2016 орган місцевого самоврядування — Скрипчинська сільська рада.

## Історія
Скрипкина хутор було згадано в переписній книзі Малоросійського приказу (1666). Також наведено відомості про 2 жителів хутору: Ефрѣмко Саделенко та Мишка Елисѣев, у кожного — по волу.
За даними на 1859 рік у козацькому, казенному й власницькому селі Остерського повіту Чернігівської губернії мешкало 120 осіб (58 чоловічої статі та 62 — жіночої), налічувалось 18 дворових господарств.
За даними податкових списків 1923 року у Скрипчині було 69 господарств, у яких мешкало 337 осіб. Деревня належала до Одинцівської сільської ради Остерського району (а не Козелецького) Ніжинської округи Чернігівської губернії. Село мало свою школу. До сільської ради також належали Одинці, Жадьки (зараз частина Скрипчина, 355 осіб на 85 дворів), хутір Цилюриков (4 особи) та колективне господарство Папенка (23 особи).
На мапі 1941 року позначені: х.Жатьки (85 хат), Скрипчин (77) і клг Попенки.
12 червня 2020 року, відповідно до розпорядження Кабінету Міністрів України № 730-р «Про визначення адміністративних центрів та затвердження територій територіальних громад Чернігівської області», увійшло до складу Козелецької селищної громади.
19 липня 2020 року, в результаті адміністративно - територіальної реформи та ліквідації Козелецького району, село увійшло до складу Чернігівського району Чернігівської області.

## Населення

### Мова
Розподіл населення за рідною мовою за даними перепису 2001 року:
| Мова       | Кількість | Відсоток |
| ---------- | --------- | -------- |
| українська | 326       | 100%     |

## Відомі особистості
В поселенні народився:
- Пенський Іван Іванович (* 1935) — український художник.